# Gordiichthys
Gordiichthys is een geslacht van straalvinnige vissen uit de familie van slangalen (Ophichthidae). Het geslacht is voor het eerst wetenschappelijk beschreven in 1891 door Jordan & Davis.

## Soorten
- Gordiichthys combibus McCosker & Lavenberg, 2001
- Gordiichthys ergodes McCosker, Böhlke & Böhlke, 1989
- Gordiichthys irretitus Jordan & Davis, 1891
- Gordiichthys leibyi McCosker & Böhlke, 1984
- Gordiichthys randalli McCosker & Böhlke, 1984